# Erik Vardanyan
Erik Vardanyan (in armeno էրիկ Վարդանյան?; Erevan, 7 giugno 1998) è un ex calciatore armeno, di ruolo centrocampista.

## Carriera

### Club
Ha giocato nella massima serie armena e in quella russa.

### Nazionale
Nel 2017 ha esordito in nazionale.

## Statistiche

### Cronologia presenze e reti in nazionale
| Cronologia completa delle presenze e delle reti in nazionale ― Armenia | Cronologia completa delle presenze e delle reti in nazionale ― Armenia | Cronologia completa delle presenze e delle reti in nazionale ― Armenia | Cronologia completa delle presenze e delle reti in nazionale ― Armenia | Cronologia completa delle presenze e delle reti in nazionale ― Armenia | Cronologia completa delle presenze e delle reti in nazionale ― Armenia | Cronologia completa delle presenze e delle reti in nazionale ― Armenia | Cronologia completa delle presenze e delle reti in nazionale ― Armenia |
| Data                                                                   | Città                                                                  | In casa                                                                | Risultato                                                              | Ospiti                                                                 | Competizione                                                           | Reti                                                                   | Note                                                                   |
| ---------------------------------------------------------------------- | ---------------------------------------------------------------------- | ---------------------------------------------------------------------- | ---------------------------------------------------------------------- | ---------------------------------------------------------------------- | ---------------------------------------------------------------------- | ---------------------------------------------------------------------- | ---------------------------------------------------------------------- |
| 9-11-2017                                                              | Erevan                                                                 | Armenia                                                                | 4 – 1                                                                  | Bielorussia                                                            | Amichevole                                                             | 1                                                                      | 78’                                                                    |
| 27-3-2018                                                              | Erevan                                                                 | Armenia                                                                | 0 – 1                                                                  | Lituania                                                               | Amichevole                                                             | -                                                                      | 66’                                                                    |
| 8-9-2019                                                               | Erevan                                                                 | Armenia                                                                | 4 – 2                                                                  | Bosnia ed Erzegovina                                                   | Qual. Euro 2020                                                        | -                                                                      | 79’                                                                    |
| 15-11-2019                                                             | Erevan                                                                 | Armenia                                                                | 0 – 1                                                                  | Grecia                                                                 | Qual. Euro 2020                                                        | -                                                                      | 59’                                                                    |
| 2-9-2021                                                               | Skopje                                                                 | Macedonia del Nord                                                     | 0 – 0                                                                  | Armenia                                                                | Qual. Mondiali 2022                                                    | -                                                                      | 67’                                                                    |
| 8-9-2021                                                               | Erevan                                                                 | Armenia                                                                | 1 – 1                                                                  | Liechtenstein                                                          | Qual. Mondiali 2022                                                    | -                                                                      | 78’                                                                    |
| 11-10-2021                                                             | Bucarest                                                               | Romania                                                                | 1 – 0                                                                  | Armenia                                                                | Qual. Mondiali 2022                                                    | -                                                                      | 77’                                                                    |
| 11-11-2021                                                             | Erevan                                                                 | Armenia                                                                | 0 – 5                                                                  | Macedonia del Nord                                                     | Qual. Mondiali 2022                                                    | -                                                                      | 46’                                                                    |
| 24-3-2022                                                              | Erevan                                                                 | Armenia                                                                | 1 – 0                                                                  | Montenegro                                                             | Amichevole                                                             | -                                                                      | 56’                                                                    |
| 29-3-2022                                                              | Oslo                                                                   | Norvegia                                                               | 9 – 0                                                                  | Armenia                                                                | Amichevole                                                             | -                                                                      | 21’                                                                    |
| Totale                                                                 |                                                                        | Presenze                                                               | 10                                                                     |                                                                        | Reti                                                                   | 1                                                                      |                                                                        |